# Oldsmobile Cutlass
Cutlass é uma família de modelos de automóveis de porte médio-grande da Oldsmobile. A palavra Cutlass quer dizer cutelo ou machado de cortar carne, um pequeno machado (também chamado de machadinho).

## Oldsmobile "Fouranado" 4-4-2
O "fouranado" 4-4-2 foi um protótipo criado para testar como um cutlass de de segunda geração se sairia com toda a sua força sendo jogada para as rodas dianteiras, com tudo eles juntaram a carroceria do cutlass 1968 com a mecânica do Oldsmobile toronado (que é o primeiro muscle car com tração dianteira do mundo) e colocaram e um chaci feito a partir de uma junção entre o chaci do toronado e o chaci do cutlass.
Algumas Especificações Básicas:
Motor
- Código: W-34
- Tipo: V8
- Layout: Transversal-dianteiro
- Deslocamento: 7.457 cc (7.5L)
- Aspiração: natural
- Alimentação: Carburador Rochester
- Potência: 400 bhp (406 cv)
- Torque: 678 nm (500 ft-lbs)

Transmissão
- Câmbio: 3-automático TH-425
- Relação de marchas:

1: 2.48 

2: 1.48 

3: 1.00 

Ultima transmissão: 3.07 

Ré: 2.08
- Tração: Dianteira (FWD)

Informações gerais
- carroceria: 2 portas coupe
- Classe: Carro protótipo, Muscle car, desportivo
- Layout: FF layout
- Nacionalidade: EUA
- Produção: 1968 (1 protótipo)